# Hammersmith (Piccadilly en District Line)
Hammersmith is een station van de metro van Londen aan de District Line en de Piccadilly Line. Het metrostation, dat in 1874 is geopend, ligt in de wijk Hammersmith.

## Geschiedenis
Het station werd op 9 september 1874 geopend door de District Railway(DR), de latere District Line als haar westelijke eindpunt toen deze werd verlengd vanaf Earl's Court. In 1877 werd Hammersmith een doorgaand station toen de DR naar het westen werd verlengd om bij Ravenscourt Park aan te sluiten op de London and South Western Railway (L&SWR) waarop de diensten over de L&SWR-sporen naar Richmond begonnen. Op 5 mei 1878 begon de Midland Railway met de Super Outer Circle tussen St Pancras en Earl's Court via Cricklewood en South Acton over de Dudding Hill Line. Dit was mogelijk door een opgebroken verbinding tussen de North London Railway en de Richmond-tak van de L&SWR. De dienst was geen succes en eindigde op 30 september 1880.
Op 15 december 1906 werd de Great Northern, Piccadilly and Brompton Railway (GNP&BR), de latere Piccadilly Line, geopend met Hammersmith als westelijk eindpunt. In 1913 werd de verlenging van de lijn verder naar het westen goedgekeurd maar de Eerste Wereldoorlog verhinderde de uitvoering.
In aansluiting op de ombouw van Piccadilly Circus met roltrappen door Charles Holden in 1928 stond de verlenging van de Piccadilly Line aan beide uiteinden op stapel. Voor Hammersmith betekende dit dat het station moest worden aangepast aan de nieuwe situatie. Het stationsgebouw van Harry W. Ford uit 1874 bleef staan, maar rond de sporen werd het station geheel verbouwd. Het aantal sporen werd vergroot naar vier, er werden twee eilandperrons met betonnen kappen gebouwd en de gietijzeren loopbruggen werden vervangen door betonnen exemplaren. Hierbij werd een zijingang aan Queen Caroline Street toegevoegd in dezelfde stijl die Charles Holden ook gebruikte bij Highgate dat in 1963 werd gesloopt. De verlenging van de Piccadilly Line ten westen van Hammersmith werd op 4 juli 1932 geopend.

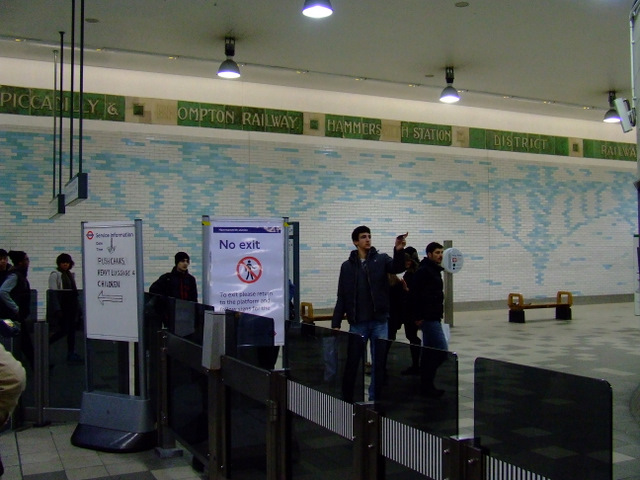
Hammersmith Bridge onder de fries van het oude stationsgebouw.
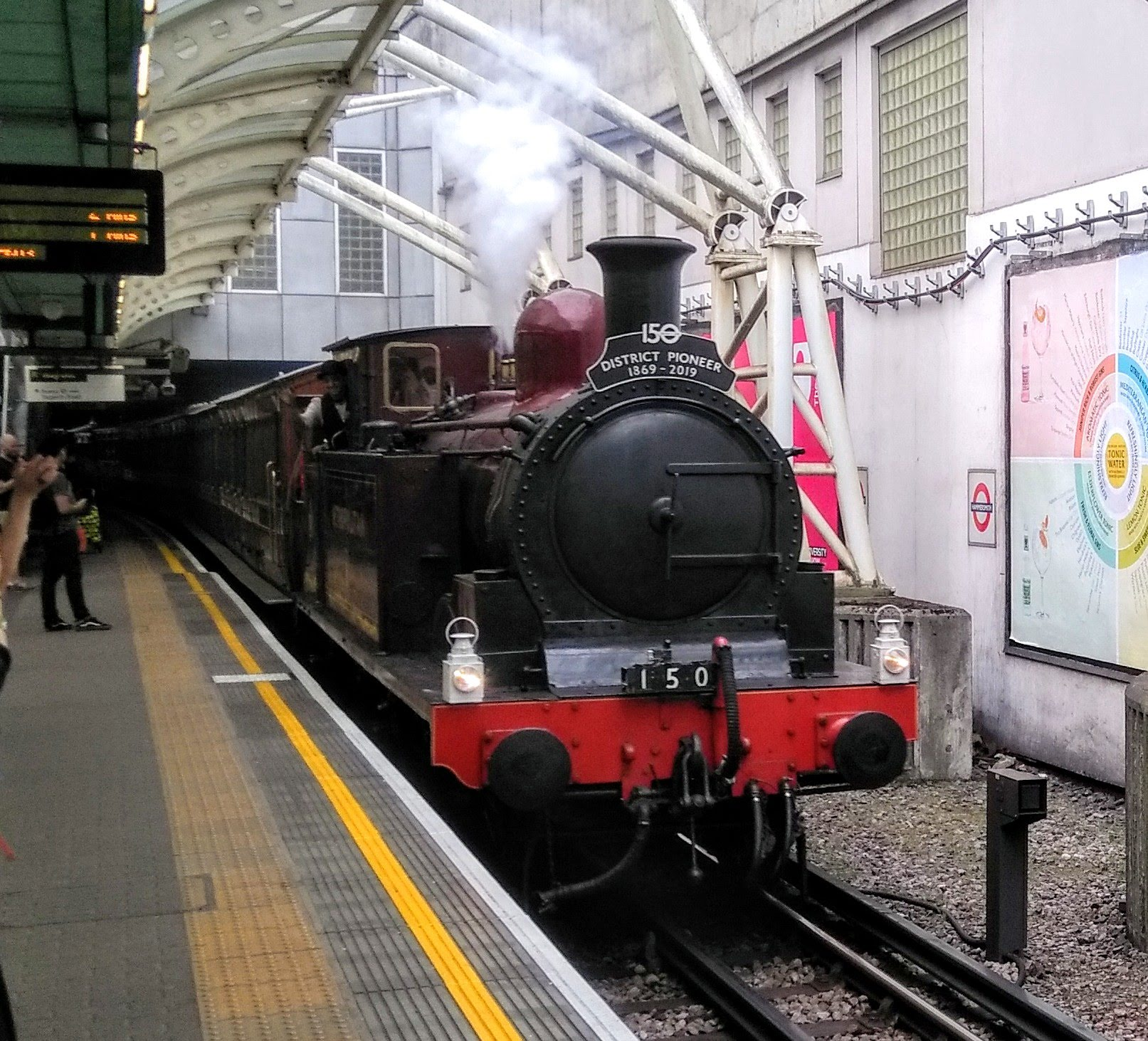
De 19e-eeuwse stoommetro op 23 juni 2019 in Hammersmith.
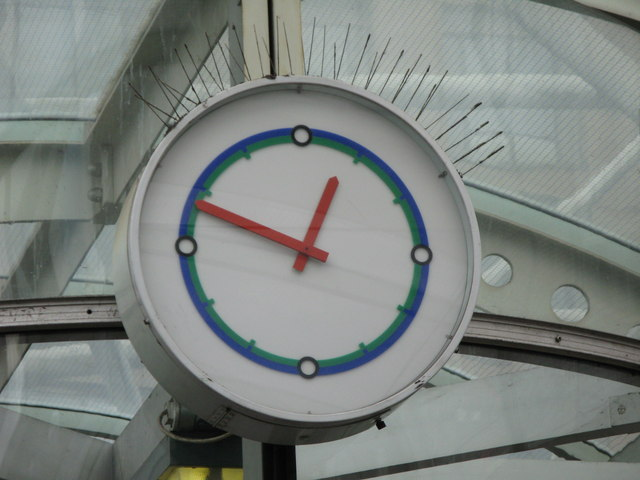
De klok met lijnkleuren boven het perron.

## Ligging en inrichting
De hoofdingang ligt aan Hammersmith Road ten noorden van de sporen. Iets noordelijker ligt een station met dezelfde naam, zie Hammersmith (Hammersmith & City Line). Officieel is dit hetzelfde station, maar de stations zijn fysiek van elkaar gescheiden en er is geen ondergrondse loopverbinding.
Overstappende reizigers mogen via de openbare weg naar het andere station lopen. Het kaartje blijft dan geldig.
Het station werd gebouwd 1874 naar een ontwerp van Harry W. Ford die het stationsgebouw boven de sporen plaatste in verband met de toen al geplande verlenging van de District Railway. De perrons liggen in een vijf meter diepe uitgraving bijna haaks op het stationsgebouw. De sporen buigen onder het station af in westelijke richting, aanvankelijk twee en vanaf 1932 vier. In het begin van de jaren 90 van de twintigste eeuw werden de stationsgebouwen en de aangrenzende busgarage gesloopt om plaats te maken voor een modern winkelcentrum en OV-knooppunt.
De ombouw werd ontworpen door Minale Tattersfield die de fries, met de namen van de lijnen en het station, van het gebouw van Harry W Ford hergebruikte als lijst om een mozaïekwerk in het nieuwe station. Het decoratieve mozaïek in de noordelijke stationshal beeldt de Hammersmith Bridge af. De perrons werden overkapt met een glazen dak met aan weerszijden de bushaltes van het bovengelegen busstation. De klokken werden vormgegeven zoals de metrokaart met op de kwartieren een overstap en daartussen gewone stations in blauw en groen, de lijnkleuren van de metrolijnen. De liften van dit station, die eind 2013 zijn vervangen, verzekeren dat de perrons vanuit de stationshal ook toegankelijk zijn voor rolstoelgebruikers.

## Ontsporing
Op 17 oktober 2003 ontspoorde een metrostel op de Piccadilly Line in een tunnel net buiten het station, toen de wielen van het voorlaatste rijtuig van het spoor raakten. Er vielen geen gewonden, maar er was wel wat schade aan rails en dwarsliggers. Onderhoudsbedrijf Metronet, London Underground, spoorwegvakbonden en spoorwegadviseurs, stelden een onderzoek in. Als directe oorzaak werd een kapotte spoorstaaf aangewezen en het suggereerde dat dit niet gezien was als gevolg van verouderde specificaties voor spoorinspectie, middelen en uitrusting.
De spoorstaaf die brak bevond zich aan de buitenkant van een gebogen spoorgedeelte. Het spoor was in 2001 door de London Underground omgedraaid vanwege roest aan de binnenzijde, zodat de loopzijde aan de buitenkant van de bocht was geplaatst. Dit betekende dat wat de loopzijde was geweest - het gecorrodeerde gedeelte - vervolgens onder mechanische spanning kwam. De combinatie van corrosie en de krachten die metrostellen erop uitoefenen, leidde tot het breken van de spoorstaaf. De Ultrasone inspectieapparatuur voor spoorinspecties was niet in staat om scheuren, van het type dat tot de breuk geleid zouden hebben, aan de buitenkant te detecteren. Metronet gaf aan dat ze voortaan verschillende ultrasone detectieapparatuur zou gebruiken, de frequentie van spoorinspecties te verhogen en bij voorkeur de rails te vervangen in plaats van ze om te draaien.

## Fotoarchief
- De hoofdingang in 1916
- Achteringang aan Great Church Lane (waar nu de Hammersmith flyover ligt), 1916
- Het station tijdens de ombouw in 1931
- De zijingang van Charles Holden aan Queen Caroline Street in 1934
- Achteringang aan Great Church Lane in 1936
- De gecombineerde ingang van het Broadway Shopping Centre en het station in 2001